# Maurrin
Maurrin é uma comuna francesa na região administrativa da Nova Aquitânia, no departamento Landes. Estende-se por uma área de 13,24 km². Em 2010 a comuna tinha 444 habitantes (densidade: 33,5 hab./km²).